# Hélio Oiticica
Hélio Oiticica (Rio de Janeiro, 26 de julho de 1937 – Rio de Janeiro, 22 de março de 1980) foi um pintor, escultor, artista plástico e performático de aspirações anarquistas. É considerado um dos maiores artistas da história da arte brasileira.
Hélio Oiticica buscou a superação da noção de objeto de arte como tradicionalmente definido pelas artes plásticas até então, em diálogo com a Teoria do não-objeto de Ferreira Gullar. O espectador também foi redefinido pelo artista carioca, que alçou o indivíduo à posição de participador, aberto a um novo comportamento que o conduzisse ao “exercício experimental da liberdade”, como articulado por Euma Maria. Nesse sentido, o objeto foi uma passagem do entendimento de arte contemplativa para a arte que afeta comportamentos, que tem uma dimensão ética, social e política, como explicitado no texto "A Declaração de Princípios Básicos da Nova Vanguarda", publicado em 1967 no catálogo da exposição Nova Objetividade Brasileira ocorrida no MAM-RJ.
Hélio Oiticica também era abertamente gay, sendo sua obra Newyorkaises em parte inspirada nesse fato.

## Biografia
Hélio Oiticica era neto de José Oiticica, anarquista, professor e filólogo brasileiro.
Até os dez anos, Hélio Oiticica não frequentou escolas, mas foi educado pelos pais. Em 1947, transferiu-se com a família para Washington (EUA), quando seu pai recebeu uma bolsa da Fundação Guggenheim. De volta ao Brasil, em 1954, iniciou estudos de arte na escola de Paulo Valter, no Museu de Arte Moderna do Rio de Janeiro (MAM/Rio de janeiro), marcado pela ênfase da livre criação e experimentação. No mesmo ano escreveu o primeiro de seus muitos textos sobre arte. Entre 1955 e 1956, Oiticica fez parte do Grupo Frente de artistas concretos.
Abandonando o quadro e adotando o relevo, bem cedo Hélio percorreria novos domínios, criando seus núcleos e penetráveis, para chegar em seguida à arte ambiental, na qual melhor daria vazão ao seu temperamento lúdico e hedonista. A ida ao Morro da Mangueira, em 1964, para conhecer a feitura de carros alegóricos, o colocou em contato com uma comunidade organizada em torno da dança, do samba e do carnaval, o que para Oiticica foi uma experiência vital de desintelectualização e de derrubada de preconceitos sociais.
Nesta época, Hélio Oiticica criou o Parangolé, que ele chamava de "antiarte por excelência", uma pintura viva e ambulante. O Parangolé é uma espécie de capa (ou bandeira, estandarte ou tenda) que só com o movimento de quem o veste revela plenamente suas cores, formas, texturas e mensagens como “Incorporo a Revolta” e “Estou Possuído”. Em 1965, ao apresentar os Parangolés vestidos por passistas da Mangueira na mostra Opinião 65, foi expulso do Museu de Arte Moderna do Rio de Janeiro, evento que acentuou seu interesse em desenvolver uma arte inseparável de questões sociais.
Foi também Hélio Oiticica quem fez o penetrável Tropicália, que não só inspirou o nome, mas também ajudou a consolidar uma estética do movimento tropicalista na música brasileira, nos anos 60 e 70. Oiticica o chamava de "primeiríssima tentativa consciente de impor uma imagem 'brasileira' ao contexto da vanguarda".
Os bilaterais são placas de fina espessura pintadas de branco. Mas é na série dos Relevos espaciais que Oiticica consegue fazer a pintura abandonar totalmente a bidimensionalidade, existindo no tridimensional. Nessa série, as placas possuem dobras, vários planos, e espaços vazios de uma cor à outra, é inerente a tudo o que tem existência psíquica. A cor assim torna-se elemento estrutural da obra, que agora permite a "vivência da cor", afirmando o fim da pintura como representação. O espaço plástico, assim, não mais coincide com o quadro.

## Núcleos e Bólides

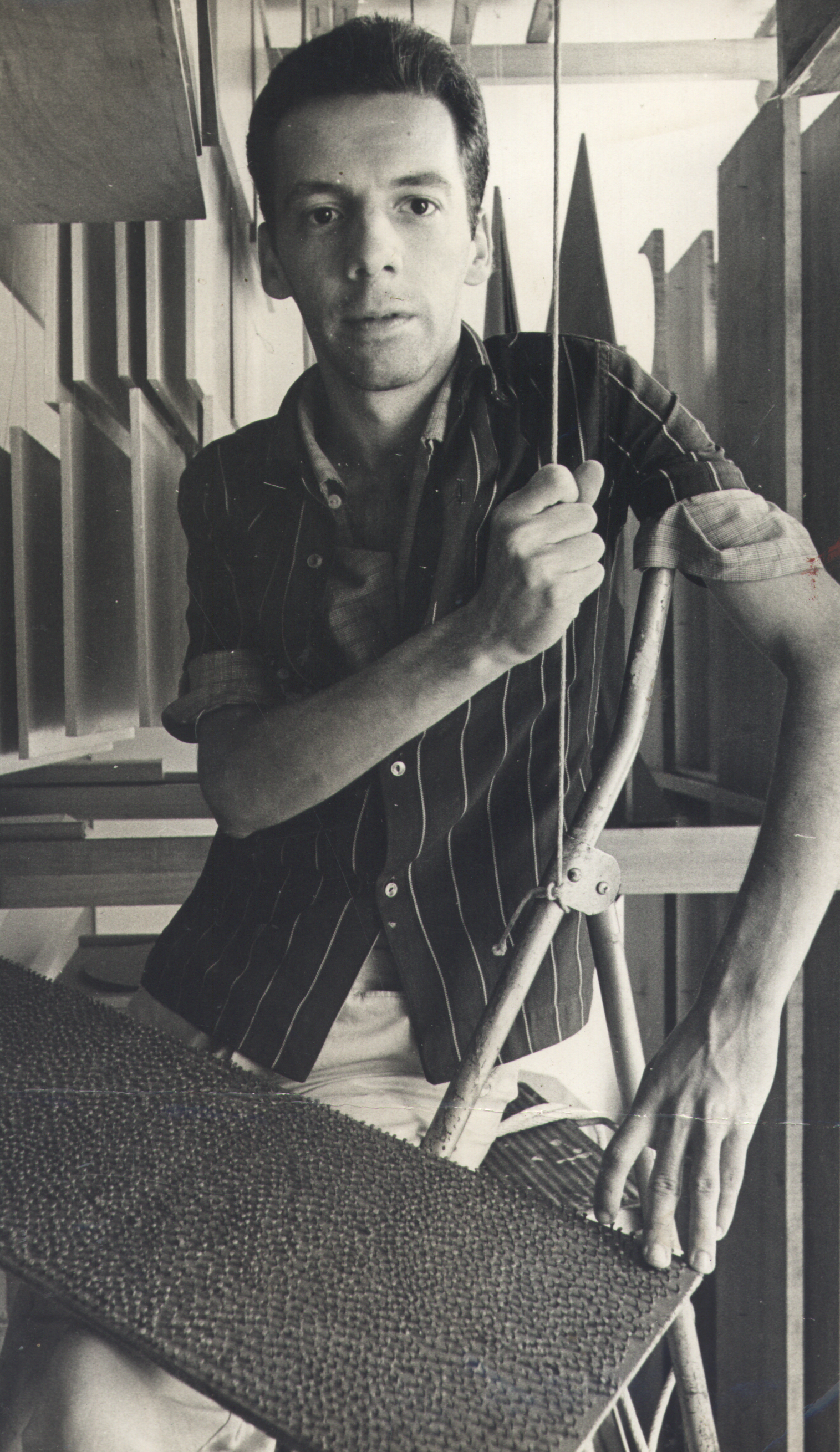
Hélio Oiticica, 1966. Arquivo Nacional

Nos anos 60, Hélio Oiticica afirma sua posição como artista engajado, tendendo para a ideia de um campo ampliado da pintura - a superação do quadro, presente em suas experiências neoconcretas - e a arte ambiental. Ao buscar por novas possibilidades de entendimento da cor na obra de arte, produziu os Núcleos e, em sequência, os Bólides, que se baseiam inteiramente na interação com o espectador. Os Núcleos são compostos de placas de madeira geométricas, em diversos tamanhos, que são suspensas e expostas juntas, em três partes. A proposta desta obra é uma volta ao núcleo da cor; para que se possa absorver o desdobramento da cor no Núcleo é preciso que o participador adentre a estrutura de placas coloridas, cercando-se delas e vendo-as por todos os ângulos.
Na série Bólides, Hélio Oiticica coloca o participador em contato com diferentes artefatos de vidro, plástico e cimento em que materiais como pigmento, terra e zarcão são oferecidos para serem manipulados, e que assim exploram a relação espectador-objeto de forma desinteressada e desvinculada de uma ação útil, estabelecendo uma relação puramente intuitiva. Os primeiros Bólides foram os Bólides Caixa, que resultavam integralmente do processo de manufatura do artista. Alguns exemplares conhecidos dos Bólides Caixa são o "B11 Bólide Caixa 09" (1964), que consiste uma caixa de madeira com espécies de gavetas que contêm pigmentos diversos e elementos naturais como terra; e "B33 Bólide Caixa 18" (1966), feito em madeira, tela de Nylon, fotografia e pigmentos, que foi criado por ocasião da morte de Cara-de-Cavalo, amigo de Oiticica, no Rio de Janeiro. Após os Bólides Caixa, seguiram-se os Bólides que se classificariam como transobjetos e os Bólides Apropriações.
Os Transobjetos se caracterizam pela utilização de matéria-prima, como uma transição para os projetos ambientais. Usam-se materiais como areia, terra e palha e o espectador é convidado a se envolver, pisar e entrar em contato com o material. O próprio Oiticica definiu o programa “Apropriações” da seguinte maneira: “acho um ‘objeto’ ou ‘conjunto objeto’ formado de partes ou não e dele tomo posse como algo que possui pra mim um significado qualquer, isto é transformo-o em obra”.

## A dança e o Parangolé
A visita ao Morro da Mangueira e o contato com a Estação Primeira de Mangueira colocou Oiticica em contato com o êxtase do samba, com seus ritmos dionisíacos e com uma comunidade organizada em torno da criação. "A partir da experiência com a dança, surge o parangolé, nome que Oiticica encontra em uma placa que identificava um abrigo improvisado, construído por um mendigo na rua, na qual se lia 'Aqui é o Parangolé'." As capas coloridas continuam a afirmar a importância da cor e do movimento na obra do artista. Ocorre uma incorporação entre a obra e o participador dançarino. Dissolvem-se assim as fronteiras entre a arte e o corpo, entre o artista e o espectador, entre a obra e o espectador. Para Oiticica, tal integração seria capaz de conduzir o espectador a uma nova atitude ética, de participação, coletividade e mudança.

## Marginália
Nos anos 60, o imaginário das mudanças sociais mobilizava vigorosamente as vanguardas artísticas e políticas. O desejo por uma transformação social e comportamental manifestava-se em obras, programas, manifestações e intervenções. As palavras e a ética da criação de Nietzsche, pela voz de Zaratustra, em seu livro Assim Falou Zaratustra, tornavam-se, para Hélio, a base de apoio de suas experimentações artística. De fato, consta que o artista carioca lia o filósofo alemão desde os 13 anos de idade - como dizia Nietzsche, “o homem é algo que deve ser superado”. Nietzsche associava este homem a um conjunto de valores culturais que apregoava o conformismo, a massificação, o estereótipo, em suma, a escravidão e a ilusão da conservação das formas (sociais, institucionais, religiosas, etc.). Logo, contra a lógica das determinações, o filósofo e tantos outros artistas que o seguiram, neste ponto, inimigos daqueles saberes institucionais, descobriam e investigavam a redenção imanente do homem: a criação artística: “...pois querer é criar: assim ensino eu. E somente a criar deveis aprender”.
Cultuando a desobediência criativa, estes pressupunham a negação das leis anteriores às quais estavam vinculados, e deste modo escapavam do sentimento de impotência que o eterno retorno suscita nos fracos de vontade, que como uma caixinha de música vivem fadados à fastidiosa repetição. Com efeito, o criador-transgressor é detentor do bem e do mal; partindo das margens este adota para si valores que, mesmo contraditórios, circunstancia-o existencialmente, buscando a destruição dos valores repetidos anteriores e o soerguimento de novos, celebrando sua potência afirmativa. Destruindo e criando, sobretudo, experimentando, assim atuaria o super-homem, o grande anti-herói desta época. No caso de Hélio Oiticica, leitor inveterado de Nietzsche e partindo das circunstâncias contraditórias que formam o Brasil, esta perspectiva promoveu um importante desenvolvimento em suas obras, trazendo para o centro da sua proposta estética um programa ético-comportamental de desregramento de todos os sentidos do qual servia para mediar o caminho no seio das desigualdades sociais típicas brasileiras.
Marginais ou heróis? Marginais e heróis? "B33 Bólide Caixa 18", de 1966, em homenagem a Cara de Cavalo, e a bandeira serigrafada, de 1968, com os dizeres “Seja Marginal, Seja Herói” são os trabalhos de Hélio que sintetizam esta temática. São frutos da incursão de Hélio em favelas e morros cariocas, onde também conhecera seu amigo traficante "Cara de Cavalo", alcunha de Manoel Moreira que, como muitos sobrevivendo na precariedade dos morros, incorria na marginalidade, que tanto fascinava Hélio. Cara de Cavalo tornou-se notório no Rio de Janeiro quando, inadvertidamente, matou o também notório delegado Milton Le Cocq, chefe do grupo de extermínio precursor dos esquadrões da morte, Scuderie Le Cocq, sendo que o encontro de Cara de Cavalo e Le Cocq deveu-se a um bicheiro que, descontente com Cara de Cavalo, resolveu incorrer aos serviços típicos do notório policial e de sua esquadra. Tal evento decretou a morte de Cara de Cavalo. Perseguido por vingança, ele foi morto em Cabo Frio pela Scuderie, numa execução com mais de cem projéteis disparados. Estarrecido e indignado com a barbárie da vingança policial, Hélio consternava-se sobretudo com a "sociedade do espetáculo", como diria Guy Debord, de qual era leitor, vendo como a mídia e a sociedade burguesa gozavam da espetacularização da notícia e da imagem do “bandido” morto, enredando sua história aos poucos fatos veiculados, afinal, para essa sociedade, “bandido bom é bandido morto”.
Como homenagem a Cara de Cavalo, o "B33 Bólide Caixa 18" é um trabalho que consiste em uma caixa sem a parte superior cujas paredes laterais são forradas com uma foto da morte de Cara de Cavalo que estampou os jornais da época: um corpo, com os braços abertos, estendido no chão. No fundo da caixa, um saco plástico cheio de pigmento colorido velado por uma tela traz a inscrição “Aqui está, e ficará! Contemplai seu silêncio heroico”. Já a bandeira com os dizeres “Seja Marginal, Seja Herói” apresenta a imagem de Alcir Figueira da Silva, outro marginal anônimo que se suicidou ao se sentir alcançado pela polícia, também fotografado morto, de braços abertos e estirado no chão. Para Oiticica, ambos tratam da revolta individual que a sociedade, em seu processo civilizacional, tende a reprimir. São símbolos da opressão policial-social que subjuga os indivíduos marginalizados à sobrevivência e que, numa tentativa desesperada, revoltam-se visceralmente, autodestrutivamente contra o contexto que os enredam. Hélio, fazendo esta leitura inspirada por Marcuse, explicita o que chama de postura ou momento ético: cabe ao artista denunciar não os ditos marginais, mas a sociedade burguesa conformista, elitista, condicionante e limitada que os condicionam e os condenam à morte, e de como estes heroicamente resistem à alienação imposta e como desesperadamente buscam simplesmente a felicidade. Hélio adverte que não se trata de uma leitura romântica, e de que certo modo mesmo Cara de Cavalo foi responsável pelos seus atos, mas toma-o como exemplo de que é necessária uma reforma sociocomportamental completa no país, eliminando os preconceitos, as legislações caducas e a própria máquina consumativa capitalista produtora destes ídolos anti-heróis que, como animais, são continuamente sacrificados por esta mesma sociedade.

## Tropicália

Hélio Oiticica, sem data. Arquivo Nacional

Continuando a defesa do imbricamento entre ética e estética, em 1967 Oiticica apresenta no MAM o labirinto Tropicália, trazendo para dentro do prédio modernista de Affonso Eduardo Reidy a arquitetura das favelas.
Em Tropicalia, Oiticica constrói um ambiente que reúne natureza (plantas e araras) e cultura (poemas de Roberta Oiticica e, na primeira instalação de 1967, uma mesa com trabalhos de António Manuel utilizando páginas de jornais diários, trabalhadas com lápis de cera).
"O próprio termo Tropicália era para definitivamente colocar de maneira óbvia o problema da imagem... Todas estas coisas de imagem óbvia de tropicalidade, que tinham araras, plantas, areia, não eram para ser tomadas com uma escola... Foi exatamente o oposto que foi feito, todo mundo passou a pintar palmeiras e a fazer cenários de palmeiras e botar araras em tudo...".

O labirinto conta com dois penetráveis, "PN2: A pureza é um mito" e "PN3: Imagético". Em PN2, a frase "A pureza é um mito", escrita no alto de uma parede interna da cabine pode remeter tanto à defesa de uma cultura miscigenada quanto à impossibilidade de a arte manter-se "pura", ou seja, desvinculada das questões ético-político-sociais. Já no PN3, após vários estímulos sensoriais, o participador se depara com uma TV ligada, transmitindo a programação condicionante e massificante que aliena e "devora" a população brasileira: 
"ao entrar no penetrável principal, após passar por diversas experiências táctil-sensoriais, abertas ao participados, que cria aí seu sentido através delas, chega-se ao final do labirinto, escuro, onde um receptor de TV está permanentemente funcionando: é a imagem que devora então o participador, pois é ela que mais ativa o seu criar sensorial".

## Crelazer e Éden
A arte de Oiticica apresenta em sua constituição conceitos fundamentais para o desenvolvimento de suas propostas. Porém, longe de se denominar como artista conceitual – aquele que acredita que os passos do artista são mais importantes do que o produto final, segundo Sol LeWitt – Oiticica alerta que seu trabalho acontece justamente na interação do indivíduo com a obra. Assim, dando continuidade à arte ambiental, o Crelazer “propõe propor”. Aqui o objeto se dilui não em função da ideia mas para dar espaço ao comportamento, ao fazer. O conceito de Crelazer sugere a ideia de um lazer criador. Para Hélio, esses estados de repouso não devem ser vividos como estados de dispersão, dessublimatórios, que são improdutivos e fornecidos pela indústria cultural, mas sim experimentados como estados vivos que são a fonte de nossa invenção.
Leitor de Marcuse, Hélio propõe com Crelazer nossa libertação do tempo programado. Portanto, Crelazer é uma atividade política que repensa formas de viver e questiona nossa sociedade produtivista e consumista.
O Éden é uma manifestação ambiental que tomou corpo em Londres, em 1969, na Whitechapel Gallery. Composto por seis penetráveis, que nos proporcionam experiências com a água, areia, folhas, pedras, cobertores e música; três bólides que se antes continham a cor, agora são preenchidos por pessoas; um palco performativo consistindo em um cercado circular que estimula o autoteatro e um conjunto de ninhos retangulares com seis divisões que abrigam o indivíduo em sua introspecção.
A partir da experiência que teve na Whitechapel Gallery, Hélio Oiticica expande a extensão de alcance do Crelazer tentando criar um ambiente comunitário não repressivo. Assim, substitui a antiga casa, que serve de recinto para a obra, em uma casa total, que serve de recinto para suas proposições. Realiza isso primeiramente com “Barracão 1” que consistia em um aglomerado de ninhos alocados em uma sala de recreação da Universidade de Sussex (1969).

## Cosmococas
Cosmococa – Programa in progress foi “inventada” por Hélio Oiticica e Neville d'Almeida em 1973, durante o período em que residiam em Nova York. Da série de obras que a compõe, apenas 5 de 9 obras foram de fato conceitualmente finalizadas.
As Cosmococas consistem em um conjunto de instalações isoladas do mundo exterior, os "Blocos-experimentos", cuja composição lança mão de recursos multimídia – slides de fotos do processo de maquilagem de imagens e objetos com cocaína (as mancoquilagens, realizadas por Neville D’Almeida) projetados nas paredes e acompanhados por trilha sonora – e elementos que convidam o espectador a participação - como redes, piscina, balões. Busca-se, com isso, propor ao participador uma experiência suprassensível.[carece de fontes?]
É importante salientar que o suprassensorial abre o indivíduo para um conhecimento interior que influi em seu comportamento. Uma arte que foca o comportamento contrapõe-se ao objeto de arte como mero produto de consumo do mundo capitalista. Segundo Oiticica, o suprassensorial levaria o indivíduo “à descoberta do seu centro criativo interior, da sua espontaneidade expressiva adormecida, condicionada ao cotidiano”. Um meio de atingir o suprassensorial é pelos estados de expansão da consciência, tais como os proporcionados pelo samba com seus ritmos, movimentos e cores. É importante salientar que o suprassensorial abre o indivíduo para um conhecimento interior que influi em seu comportamento. Uma arte que foca o comportamento contrapõe-se ao objeto de arte como mero produto de consumo do mundo capitalista. A crítica ao condicionamento comportamental a que o homem estaria submetido através do cotidiano, na civilização, aparece como uma influência do pensamento do filósofo Herbert Marcuse, o qual trata desse problema em sua obra Eros e Civilização.[carece de fontes?]
Hélio Oiticica aspira à superação de uma arte conformista, elitista, condicionante, limitada ao processo de estímulo-reação, que se configura como instrumento de domínio intelectual e comportamental. Esta aspiração, em Cosmococa – programa in progress, vai de encontro à linguagem  cinematográfica: a relação espectador-espetáculo, inerente ao cinema convencional e de caráter passivo, é contestada. Segundo o artista, “(...) o cinetismo do ‘ fazer rastro’ e sua ‘duração’ no tempo resultam em posições estáticas sucessivas como momentos-frame one by one que não resultam em algo mas já constituem momentos-algo em processo.”

## Newyorkaises
Na década de 70, Hélio Oiticica ganha uma bolsa da Fundação Solomon R. Guggenheim, e se muda para Manhattan, Nova York, cidade onde viveria pelos próximos 7 anos (1971-1977). Desde a década de 60, Hélio Oiticica tinha como referência a arquitetura. “Aspiro ao grande labirinto”, escreveu em seu diário, em 1961, e este tipo de espaço-estético estaria presente em toda a sua obra, mesmo em sua produção escrita. Assim, durante sua estadia em Babylon, apelido dado por Hélio à cidade de Nova Iorque, investiu grande parte de seu tempo em seus escritos, ao mesmo tempo em que expandia sua produção para outras áreas.
Assim, em 1972, Hélio Oiticica começa a desenvolver seu projeto não terminado, o NewYorkaises, também chamado de Conglomerados. NewYorkaises torna-se o centro de sua produção durante esse período. O escopo principal de sua criação é a elaboração de um livro, com formato totalmente diferente do livro estático conhecido até então, e que faria alusão ao que entendemos hoje como a estrutura da rede virtual, com hiperlinks, que se ligariam entre si, conectando as ideias de pensadores de várias épocas e lugares. A estrutura de NewYorkaises não é a página, mas sim o bloco, termo da arquitetura que constrói aqui uma estrutura rizomática, nunca se esgotando, um espaço sempre em construção e, portanto, interminável. Estes blocos conteriam nomes, termos grifados, apontando para "partes" do rizoma que são por sua vez totalidades, conectando assuntos que vão do rock dos Rolling Stones ao Barração, de Hendrix à Malevitch.
Esta atuação criativa vem à tona num momento no qual Hélio Oiticica entra em contato e escreve sobre uma grande quantidade de assuntos, de filosofia a temas de seu cotidiano, passando pelo rock e por textos críticos, mergulhando no ato de lerescrever. Junto disto vem o conceito de singultaneidade (simultaneidade de singularidades), neologismo cunhado por Hélio, que rege a questão da criação coletiva do escritor-leitor-ouvinte, tema discutido com Carlos Vergara, ao tratar sobre o bloco de carnaval, uma estrutura libertária, uma construção coletiva, mas ao mesmo tempo individual.

## Labirintos Públicos e Autoteatro
Desde a década de 1960 Oiticica pensa na estrutura do labirinto, mas foi na década de 70 que desenvolveu seus projetos de construção de instalações públicas labirínticas. Tais projetos faziam uma junção dos principais elementos presentes em sua obra: os conceitos de duração da cor (Henri Bergson), de penetráveis, de propor ao indivíduo que este crie suas próprias vivências (propor-propor) e de lazer descondicionado (Marcuse).

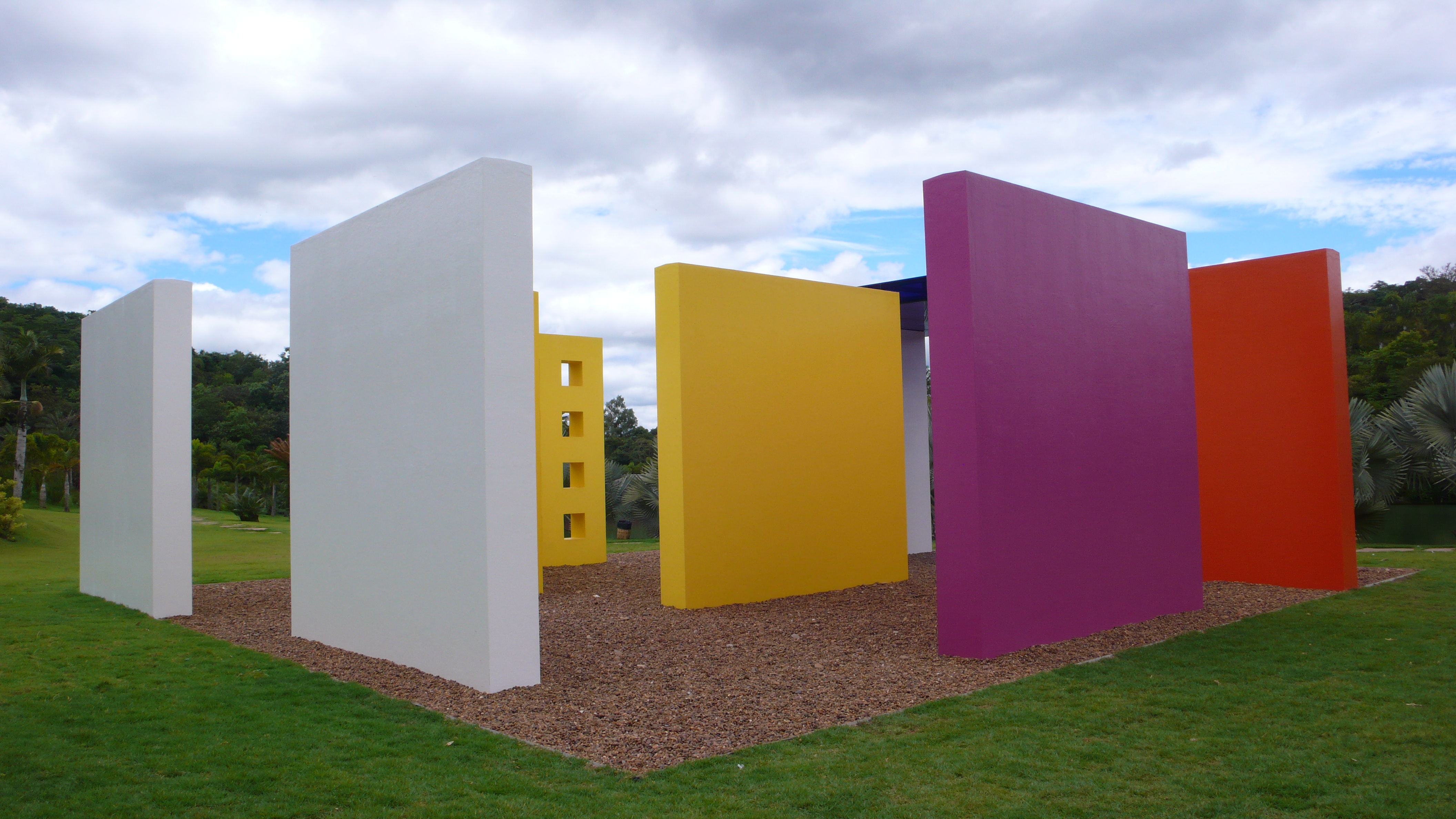
Magic Square nº5, projeto de 1977, 2ª versão 2008

Em 1971, Hélio cria o Projeto Central Park (Project 1) que é o primeiro da série Subterranean Tropicalia Projects e é composto de 4 penetráveis alocados de maneira labiríntica e que chamam o indivíduo ao “além-participação”. Em 1978 Oiticica sintetiza a série “Magic Squares” que evidencia as experiências de duração (da cor e do participante) e de descondicionamento comportamental. A série não chegou a ser construída por Oiticica, que deixou-a apenas em projetos e maquetes. Vinte anos depois de sua morte a “Magic Square Nº 5” foi instalada no Museu do Açude, Rio de Janeiro.[carece de fontes?]
Os Labirintos Públicos são parte do projeto ambiental de Oiticica e visam ser lugares públicos permanentes “onde proposições abertas devem ocorrer”. São instalações que não buscam representar o mundo ou o tempo cronológico, mas sim preencher o espaço de subjetividade individual, invocando a autoperformance livre e o tempo (duração) próprio de cada indivíduo; são penetráveis sem funções determinadas que se oferecem ao participante para que este os utilize de forma criativa, pessoal e descondicionada.

## Morte
Hélio Oiticica morreu, em 22 de março de 1980, vítima de um AVC.

## Coleções Públicas (seleção)
As obras e projetos de escala monumental de Hélio Oiticica têm sido amplamente colecionados, apresentados e premiados por instituições de prestígio no Brasil e ao redor do mundo. Entre estas estão
- Museu de Arte Moderna do Rio de Janeiro, Rio de Janeiro
- Instituto Inhotim, Brumadinho
- Museu de Arte Moderna (Nova Iorque)
- Pérez Art Museum Miami[26][27]
- Tate Modern, Londres